# Storskarv
Storskarv (Phalacrocorax carbo), ålkråka, ålakråka, ålekråka, havstjäder eller kormoran är en fågel inom familjen skarvar. Skarvarnas närmsta släktingar utgörs av fregattfåglar, sulor och ormhalsfåglar. Storskarven förekommer på alla världens kontinenter utom Antarktis och Sydamerika och förekommer både vid kusten och i inlandet. Den delas upp i en mängd underarter, däribland P. c. sinensis som ibland kallas mellanskarv. Vissa populationer av storskarv, främst de nordligaste är flyttfåglar, andra populationer drar sig bara undan is och hårt väder medan vissa är stannfåglar. 
Storskarven är en stor, ganska långhalsad fågel som i adult dräkt är svartglänsande. Den har en rak näbb och vid näbbroten en liten fjäderlös hakpåse. Storskarven delar ett antal karaktäristiska drag med andra arter inom familjen. Bland annat är dess fjäderdräkt inte helt vattenavstötande vilket underlättar när den dyker och den är en utmärkt simmare som kan stanna under vatten långa stunder för att födosöka. För att torka sätter den sig med utbredda vingar och stödjer kroppen på den styva stjärten.
Storskarven lever både vid salt, bräckt och sött vatten. Den lever till största delen av fisk men tar även kräftdjur, groddjur, blötdjur och fågelungar. Den födosöker främst utmed botten, oftast i grundare vatten. Storskarven häckar oftast i kolonier, inte sällan tillsammans med andra fågelarter. Boet byggs av tång och pinnar och placeras på branta klippavsatser eller i träd. Den lägger i genomsnitt 4–  5 ägg per år och ruvning och uppfödning sköts gemensamt av föräldrarna. 
Skarvarnas spillning består till stor del av frätande ammoniak, vilket gör det svårt för växtligheten i närheten av skarvkolonin att klara sig. Skarvkolonier tar därför ofta helt över små öar vilket lokalt kan få stora konsekvenser. Dessa öar utmärks av döda träd och brist på annan växtlighet. Om skarvarna försvinner omvandlas ammoniaken till nitrat vilket fungerar som gödsel och ön återfår snabbt sin växtlighet.
Storskarv har ett mycket stort utbredningsområde och IUCN uppskattar att den globala populationen förmodligen ökar. På vissa platser har den varit en illa ansedd fågel eftersom den ansetts vara ett skadedjur, vara en konkurrent om fisken, förstöra öar och fiskeredskap, och ha ett obehagligt utseende. Studier har dock visat att arten har liten effekt på fiskbestånd och minskade fiskpopulationer har inte har kunnat observeras där storskarvar nyetablerat sig. Det råder dock inte konsensus kring fågelns påverkan på fiskbestånd. Arten har på flera platser systematiskt förföljts och exempelvis utrotades den från Sverige i slutet av 1800-talet. Arten har återhämtat sig och under senare delen av 1990-talet ökade skarvpopulationen i Sverige och Danmark mycket snabbt, men denna utveckling har nu stannat av.

## Etymologi
Det vetenskapliga namnet Phalacrocorax carbo är latin för ”kålsvart kalhuvad korp”. Skarvar har sedan länge varit förknippade med kråkfåglar som korp. Namnet kormoran (tidigare även kormorant, cormorant) härrör antingen engelska: cormorant eller franska: cormoran, vilket ursprungligen är en sammandragning av medeltidslatin: corvus marinus (”havskorp”). Även i svenskan har havskorp använts (jämför tyska: Wasserrabe, engelska: sea-raven). I svenskan finns annars namnet ålkråka (även formerna ålakråka, ålekråka) vilken även finns på danska som ålekrage (tidigare stavat aalekrage), av fågelns vana att äta ål, där även namnet ålkrok förekommit, då efter fågelns krokformade näbbspets. Jämför det äldre isländska namnet för toppskarv hraukur (tidigare hraukr, numera ersatt av toppskarfur), vilket är samma ord som kråkfågeln råka (jämför gutniska: rauk), härrörande fornnordiska: hrókr.

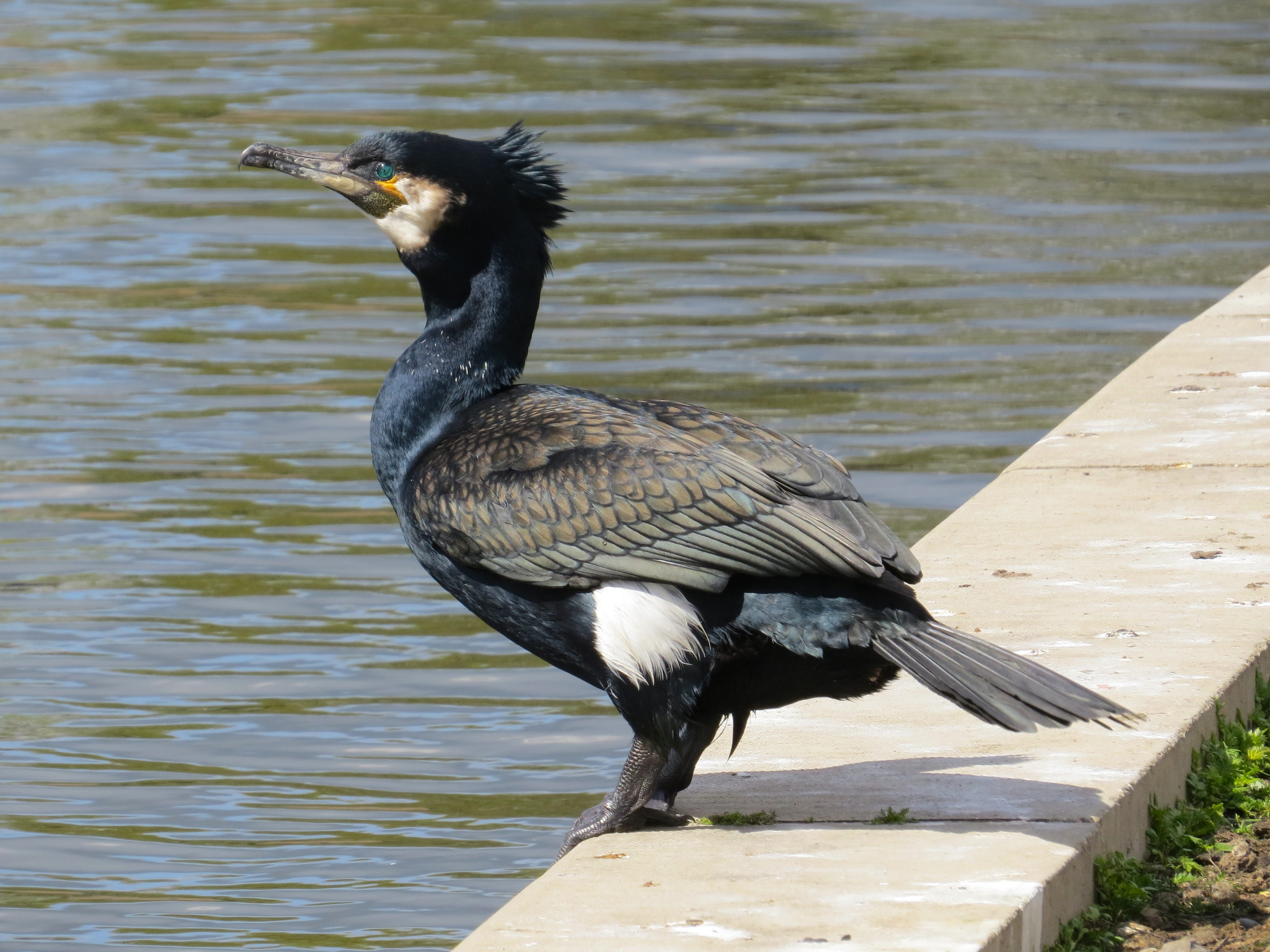
Storskarv med vita lår, qvitlaaring (”vitlåring”).

En ovanlig äldre variant är qvitlaarskarv, vilket etymologiskt torde vara ett norskt namn från början som betyder ”vitlårskarv”, kognat med regionala norska: qvitlaaring (”vitlåring”), ”storskarv med vita lår”, till en regional stavning av vit (jämför gotiska: qveita, lågskotska: quhite, ”vit”), synonymt med blikskarv (”blekskarv”) samt skrejskarv (”skridskarv”).
Ett annat äldre namn är havstjäder vilket är kognat med finska: merimetso (bokstavligen ”havstjäder”). I finskan avser det både arten storskarv och familjen skarvar (finska: merimetsot).
På Gotland har den kallats för pelikan; jämför den äldre protonymen Pelicanus carbo (”svartpelikan”).

## Utseende och läte

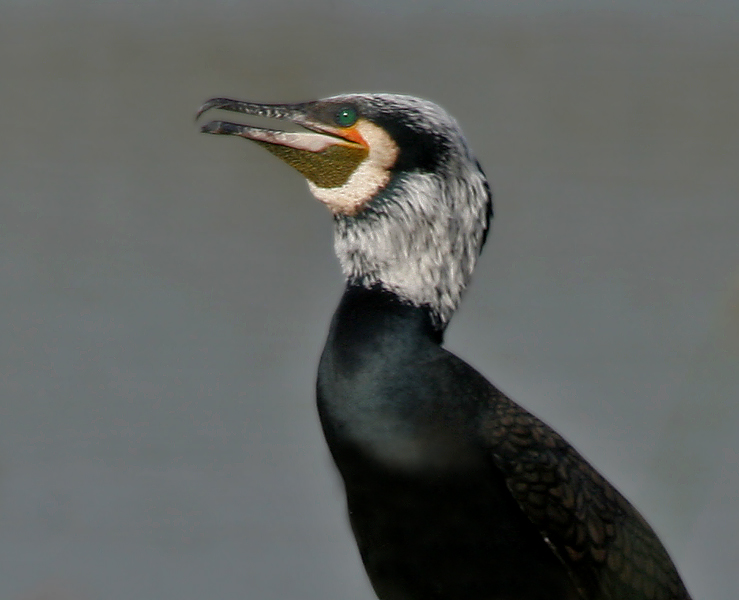
Mellanskarv (P. c. sinensis) i häckningsdräkt i Faridabad, Haryana, Indien.

Den adulta storskarven är cirka 80–95 centimeter lång, har ett vingspann på 130–160 centimeter och väger ungefär 2,5 kilo. Hanen är något större än honan. Den har en lång grå näbb, som är gul längst in vid näbbroten och vars överdel är nedböjd i en hake över underdelens spets. Under näbben har den ett fjäderlöst hudparti‚ som i de flesta dräkter är gulaktig. Detta är en mycket liten hakpåse som alla pelikanfåglar har, men som är mycket mer framträdande hos pelikaner och tropikfåglar. Storskarven har vidare proportionerligt korta vingar och en mycket styv avrundad stjärt. Den har korta ben som sitter långt bak på kroppen och de mörka fötterna har simhud mellan alla fyra tår. Bakklon är lång och vänd inåt. Mellanklon har på insidan små tänder som sitter uppradade som på en kam, och ytterklon är längre än mellantån. 
Den adulta storskarven i häckningsdräkt är svart med blåaktig glans. Den har en bred distinkt vit fläck på strupen, vitgrå i nacken, har långa nackfjädrar och en vit fläck på låret. De adulta icke-häckande fåglarna saknar den vita lårfläcken, har inte lika blåaktig glans, är mörk i nacken och har mindre nackfjädrar. De juvenila fåglarna är brunsvarta och har vitt bröst.
Den sitter ganska upprätt och stödjer sig då med hjälp av den styva stjärten, som fungerar som ett tredje ben. 
Storskarven är en tyst fågel förutom vid häckning i sina kolonier då den har olika gutturala läten.

### Morfologiska skillnader mellan underarter
De adulta fåglarna av underarterna P. c. maroccanus har ett distinkt helvitt bröst och den australiska underarten P. c. novaehollandiae har i häckningsdräkt en tydligare tofs på huvudet.
Skillnaderna mellan nominatformen P. c. carbo och P. c. sinensis är subtila. Trots att den senare kallas för mellanskarv är storleksskillnaden inte så pass tydlig att denna karaktär kan användas i fält, då de största sinensis-hanarna överlappar i storlek med de minsta carbo-honorna. En studie av Newson et al. från 2004 visar att en distinkt biometrisk skillnad mellan underarterna är den vinkel som bildas av hakpåsen, det vill säga det nakna hudparti som finns under näbben, där carbo har en mindre vinkel medan sinensis har en större. Storskarvar med en vinkel mindre eller lika med 65° kan med säkerhet bestämmas som carbo medan individer med en vinkel lika med, eller större än 73° med säkerhet kan bestämmas som sinensis. De individer som har en vinkel emellan dessa grader kan inte utifrån denna karaktär med säkerhet underartsbestämmas. Hos carbo  minskar vinkeln klinalt med latitud, medan vinkeln hos sinensis ökar allt längre österut i artens utbredningsområde.

## Utbredning och systematik

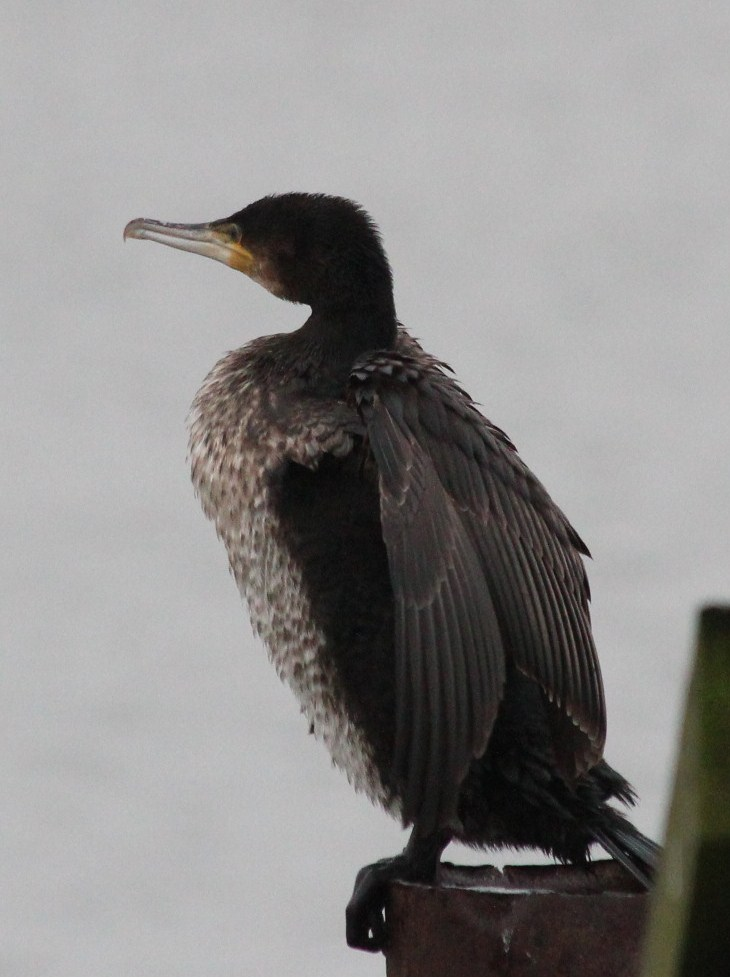
Juvenil storskarv i vinterdräkt torkar fjädrarna.

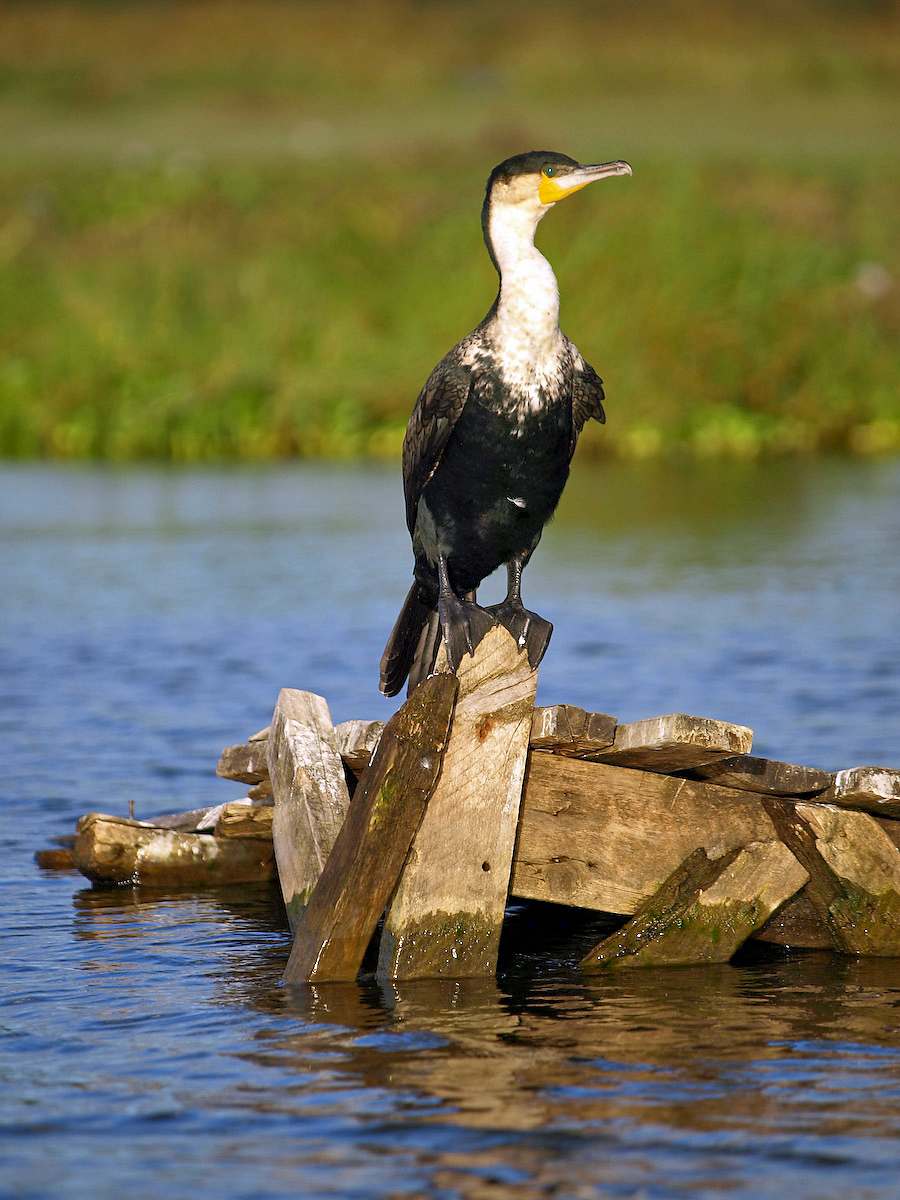
Adult fågel av underarten lucidus som förekommer i Afrika söder om Sahara.

Storskarven är en vitt spridd art och vanlig på många platser i sitt utbredningsområde. Den häckar på alla världens kontinenter utom Antarktis och Sydamerika. Delar av världspopulationen är stannfåglar, men lokalt kan de sprida sig inåt land under höst och vinter, medan de nordliga populationerna är utpräglade flyttfåglar.

### Systematik
Storskarven beskrevs taxonomiskt 1758 av Carl von Linné under det vetenskapliga namnet Pelecanus carbo och han placerade den därmed i släktet Pelecanus, som han beskrivit samma år. I detta släkte placerade han utöver pelikaner och skarvar även sulor och fregattfåglar. Bara två år senare, 1760 beskrev den franska zoologen Mathurin Jacques Brisson släktet Phalacrocorax utifrån typarten storskarv, men skarvarna fortsatte av vissa auktoriteter att placeras i släktet Pelecanus. Exempelvis beskrevs mellanskarven första gången 1796 som den egna arten Pelecanus sinensis av den brittiska botanikern, läkaren och diplomaten Sir George Leonard Staunton. För övrigt brukar den tyske naturvetaren Johann Friedrich Blumenbach ofta tillskrivas äran för den första beskrivningen av taxonet sinensis, men hans arbete utgör en kopiering i tysk översättning av Stauntons originalverk.
Skarvarnas systematik är mycket omdiskuterad. Traditionellt placeras gruppen i ordningen pelikanfåglar (Pelecaniformes) men de har även placerats i ordningen storkfåglar (Ciconiiformes). Alla tillgängliga data tyder på att skarvarna är nära besläktade med ormhalsfåglarna (Anhingidae) och sulorna (Sulidae). Molekulära och morfologiska studier har visat att ordningen pelikanfåglar är parafyletisk. Skarvarna har därför flyttats till den nya ordningen sulfåglar (Suliformes) tillsammans med ormhalsfåglar, sulor och fregattfåglar.
Olika auktoriteter delar upp storskarven i olika många underarter som i sin tur placeras i olika många underartsgrupper. Följande lista följer Clements et al. 2016:
- Atlantstorskarv[24] (P. c. carbo) – häckar i östra Kanada, på Grönland och i Västeuropa. Övervintrar så långt söderut som till Gulfkusten och nordvästra Afrika.
- P. c. novaehollandiae inkl. steadi – häckar i Australien, på Tasmanien, Nya Zeeland och Chathamöarna.
- sinensis-gruppen
  - Mellanskarv[24] (P. c. sinensis) – häckar från norra Centraleuropa, kring Östersjön och österut till Kina och Indien.
  - P. c. hanedae – häckar i Japan.
- P. c. maroccanus – häckar vid kusten av nordvästra Afrika, från Marocko till Mauretanien.
- P. c. lucidus – häckar i Afrika söder om Sahara och på Kap Verde.

Populationen som häckar på Nya Zeeland och Chathamöarna bryts ibland ut från novaehollandiae och beskrivs som underarten P. c. steadi. Underarterna har tidigare ofta delas in i två grupper där merparten underarter placerats i underartsgruppen carbo och medan den australasiatiska populationen placerats i gruppen novaehollandiae. Vissa menar att den senare gruppen ska ses som en egen art. 
Nominatformen atlantstorskarv (P. c. carbo) förekommer främst i anslutning till Atlantens kuster och närliggande områden i inlandet. Den häckar vid Västeuropas kuster, på de brittiska öarna, Färöarna, Island och Grönland. I Nordamerika förekommer den enbart på östkusten, men häckar enbart i dess allra nordligaste utbredningsområde, i Kustprovinserna i Kanada.

### Flyttning

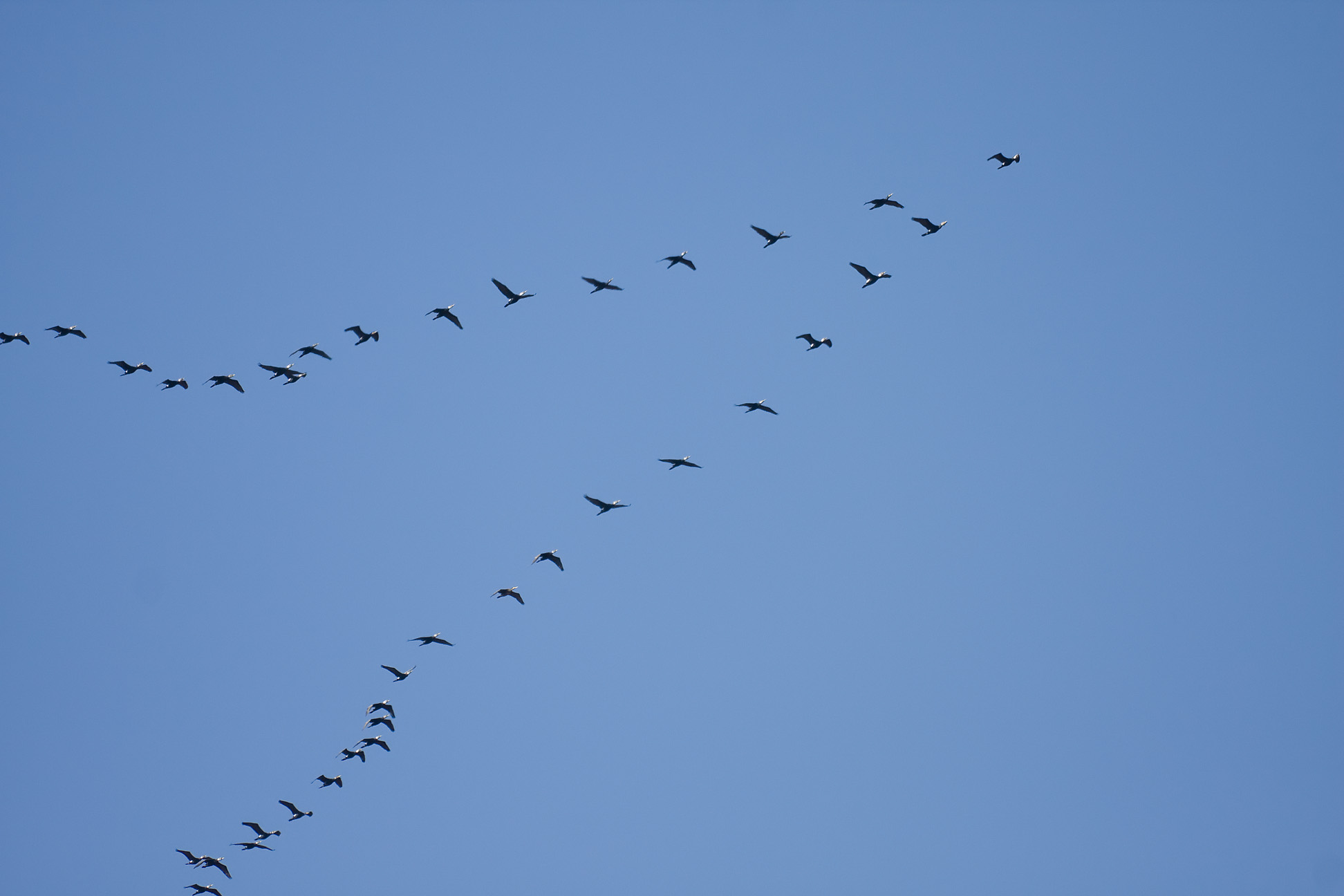
Flock med flyttande storskarv i typisk plogformation.

Storskarven är stannfågel, partiell flyttfågel eller flyttfågel beroende på population. Den kusthäckande nominatformen P. c. carbo i Irland och Storbritannien flyttar utmed den västra Atlantkusten, så långt söderut som till norra Portugal. Det holländska beståndet av underarten P. c. sinensis är partiella flyttfåglar medan de östligare populationerna av denna underart är flyttfåglar och övervintrar i Sydostasien och Indonesien. I Centraleuropa flyttar merparten i oktober och november och dessa fåglar övervintrar i Storbritannien, Nordafrika och i östra Medelhavet. Häckningspopulationen i Östersjön består av underarten sinensis och dess övervintrar i Medelhavsområdet. Vintertid är det istället häckfåglar från Nordnorge, av underarten carbo, som övervintrar i Östersjön. På våren besätts häckningskolonierna i Nederländerna redan i januari eller februari, och längre österut först i mars och april.

### Förekomst i Sverige

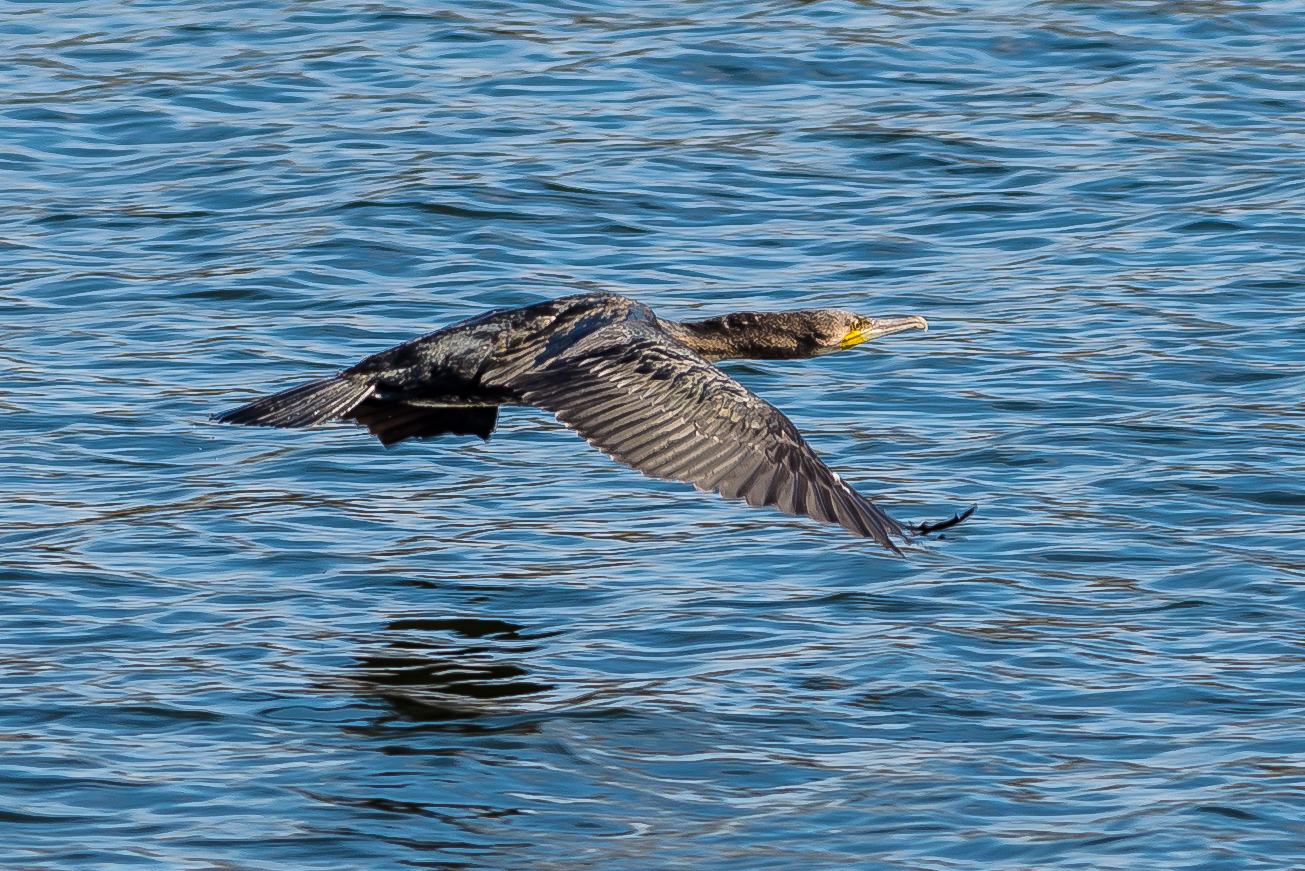
Lågflygande storskarv över Norrström i Stockholms innerstad i juli 2020.

Det förekommer två underarter av storskarv i Sverige. Den fågel som till allra största del häckar i Sverige, både utmed kusten och i inlandet, är P. c. sinensis som ibland kallas mellanskarv. Den häckar utmed västkusten, södra Sveriges kust och uppför östkusten och Norrlandskusten. Den häckar även i inlandet vid sjöar och våtmarker. En stor del av det svenska häckningsbeståndet av P. c. sinensis är flyttfåglar och övervintrar längre söderut i Europa till Medelhavet, men ett ökande antal har börjat övervintra i södra Sverige. Den andra underarten som förekommer i Sverige, är nominatformen P. c. carbo, vilken huvudsakligen är en vintergäst och då förekommer längs Västkusten och i Östersjön. Den anländer sina vinterkvarter i Sverige under hösten och stannar till mars–april. Dessa övervintrande storskarvar har sina häckningsplatser i Norge och nordvästra Ryssland. Det är dock osäkert om den inte också förekommer som sällsynt häckfågel i Bohuslän. Fynd av subfossila ben i bosättningar i Sverige av denna underart‚ indikerar att den tidigare har varit en häckfågel i Sverige.

### "Kinesisk skarv"
2008 publicerade Christer Olburs en skrift där han lägger fram idén att alla mellanskarvar (P. c. sinensis) som förekommer i Europa härstammar från fåglar som importerades från Kina under 1500-talet. Skriften menar att mellanskarven därför är en introducerad invasiv art. Denna slutsats är dock felaktig enligt bland annat BirdLife Sverige, Naturvårdsverket och Havs- och vattenmyndigheten. Mellanskarven har förekommit i Europa under mycket lång tid och det europeiska beståndet utgör den västligaste delen av underartens utbredningsområde. Det finns fynd av subfossila ben av mellanskarv, cirka 3 000 år gamla från Bulgarien. Man har också funnit skarvben i tidiga bosättningar runt om i Europa men flertalet är inte underartsbestämda eftersom möjligheten att underartsbestämma dessa arter utifrån ben är en relativt ny kunskap. Uppfattningen att mellanskarven härstammar från Kina har lett till att den ibland kallas "kinesisk skarv" eller "kinesisk mellanskarv".

## Ekologi

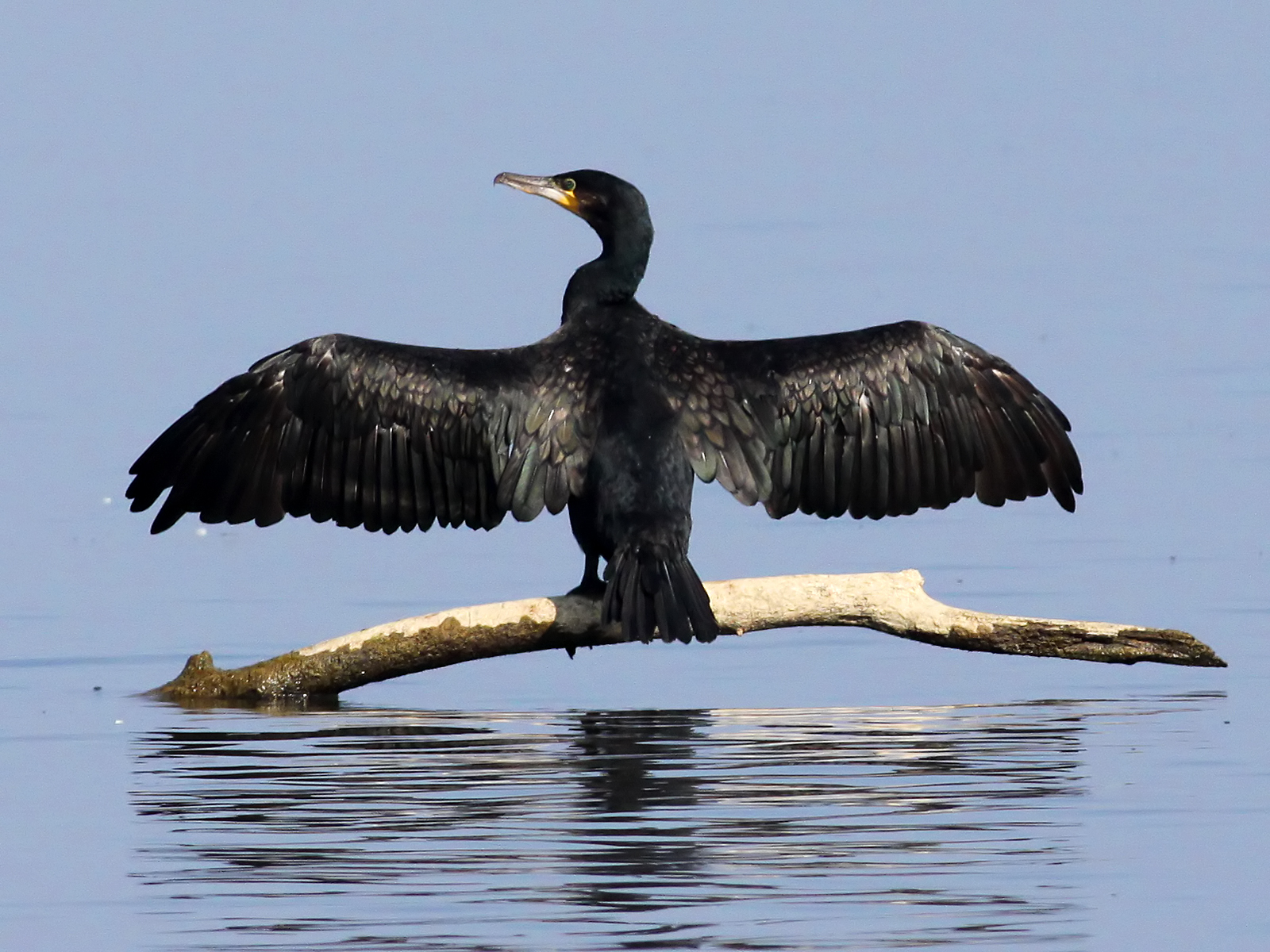
För att torka sin fjäderdräkt breder storskarven ut sina vingar på ett karaktäristiskt sätt.

Skarven rör sig dåligt på marken och är inte heller någon skicklig flygare. Däremot simmar den bra och är en skicklig fiskare. På sommaren brukar storskarven ses på klippor och skär nära kusten. 
Gruppen skarvar har en fjäderdräkt som delvis inte är vattenavstötande som hos många andra vattenlevande fåglar, som änder och gäss. Visserligen har skarvarna ett undre skikt av fjäderdräkten som är vattentätt och isolerande men den yttre fjäderbeklädnaden tar in vatten. Detta gör att fågeln tyngs ned vilket gör det enklare att dyka. För att torka det yttre vattenindränkta fjäderskiktet ställer sig därför storskarven med utbredda vingar. Det har även lagts fram teorier om att skarven sitter och värmer sig med utbredda vingar för att värma upp den kalla fisken som den ätit, men en forskningsstudie motbevisar detta. Dock breder storskarven ibland ut sina vingar även när de inte är blöta, vilket tyder på att de utbredda vingarna även kan ha andra funktioner.
Ibland påstås det att skarvar saknar uropygialkörtel och att detta skulle vara orsak till att  fjäderdräkten inte är vattentät, men detta är felaktigt. Storskarvens uropygialkörtel är hjärtformad och ungefär tre centimeter lång vilket är proportionerligt jämförbart med andra vattenlevande fåglar.

### Biotop

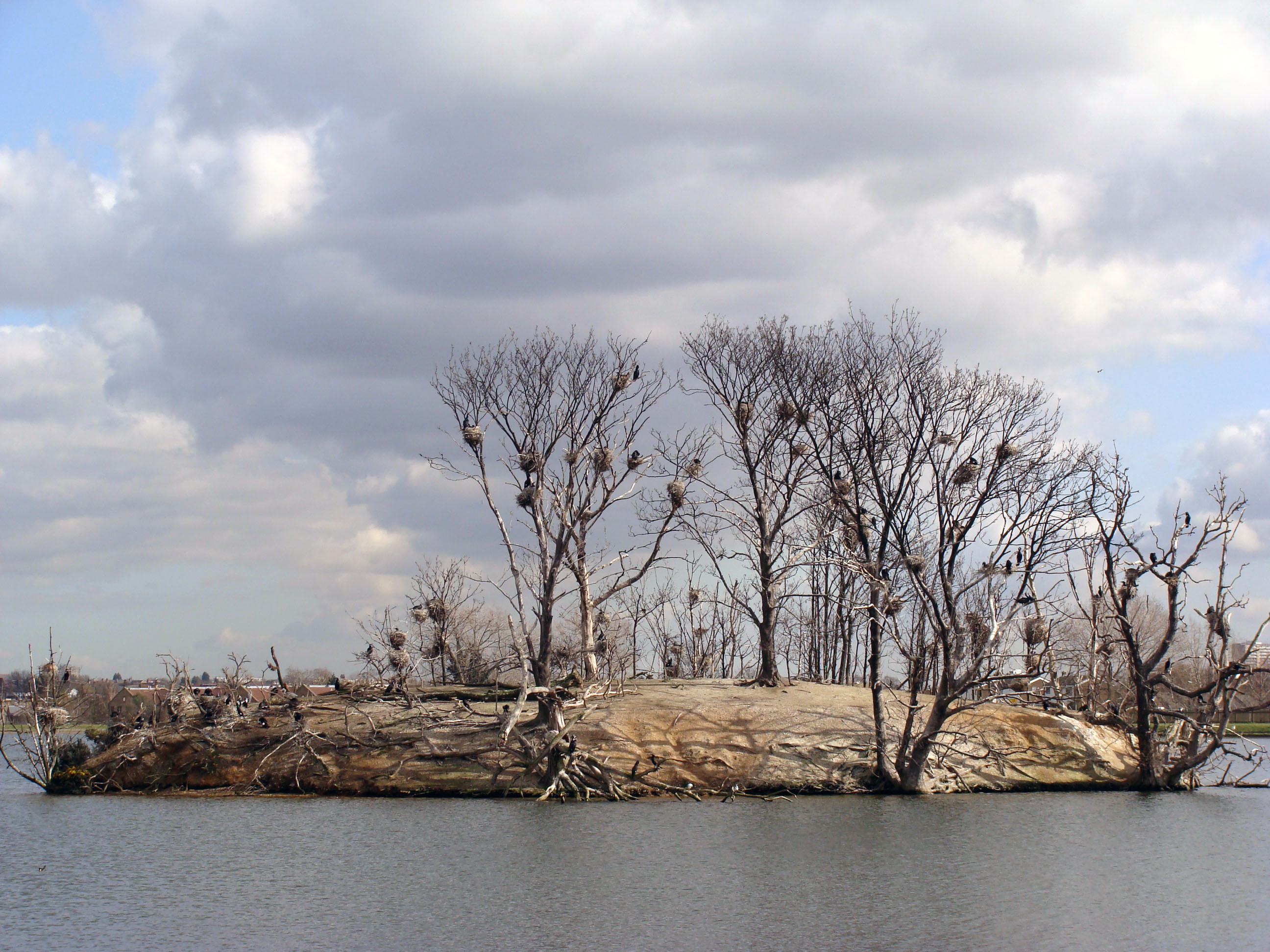
Skarvkoloni med sitt typiska ödsliga utseende.

Storskarven förekommer både utmed kusten och på inlandslokaler. Ute vid kusten uppträder de vid skyddade områden som exempelvis flodmynningar, mangroveträsk, deltaområden och vikar. För häckning utmed kusten är den beroende av klippiga kuststräckor och öar. Vid kusten undviker de vanligtvis områden med djupare vatten. I inlandet förekommer de exempelvis vid bräckt vatten, salthaltiga våtmarker, sjöar, större floder och träskmarker med öppna vattenytor. I inlandet är den beroende av träd, buskmarker och vassområden för häckningen. I inlandet undviker de överväxta, mindre vattensamlingar, mycket grunda, eller mycket djupa vatten. Underarterna uppvisar skillnader i vilken häckningsbiotop som de föredrar. Nominatformen carbo föredrar marina habitat och häckar helst på klippor medan exempelvis sinensis föredrar häckningshabitat med färskt eller bräckt vatten och häckar helst i träd.

### Föda
Storskarven fångar sitt byte från botten, ibland på djupare vatten, men oftast i grundare vatten och den dyker till max tio till tolv meters djup. Den adulta storskarvens näringsbehov är cirka 350–500 gram fisk per dygn. Dess föda består till absolut störst del av fisk. Studier av den svenska populationen visar att dess föda främst består av tånglake, abborre, mört och rötsimpa. En studie utförd i Finska viken och i östra Skärgårdshavet under åren 2002–2008 visade att storskarven föda där till 80–90 % bestod av mört, tånglake och abborre. Utöver fisk förekommer det att de även tar kräftdjur, groddjur, blötdjur och fågelungar. Den flyger ofta långa sträckor, gärna i större flockar, för att söka föda och kan även födosöka i flock. Studier har visat att storskarvens syn inte är speciellt bra under vatten utan jämförs med människans möjlighet att se under vatten och att de bara kan urskilja enskilda byten på mindre än en meters avstånd. Däremot anses storskarvens möjlighet att snabbt skjuta ut huvudet och näbben med hjälp av sin långa hals utgöra en av orsakerna till att den är en så pass skicklig fiskare.

### Häckning
Den häckar i kolonier, ofta med andra fågelarter. Kolonierna omfattar oftast mellan 10 och 500 par och i extremfall uppemot 1 000 par. Bona, som består av tång och pinnar, placeras på branta klippavsatser eller i träd. Skarven lägger i genomsnitt 4–5 ägg, men kullar med 2–6 förekommer. Äggen är vitaktiga utan fläckar, och är i förhållande till fågelns storlek små. Båda föräldrarna ruvar äggen, vilket tar 27–31 dagar, och tar sedan tillsammans hand om ungarna som blir flygga efter ytterligare 50 dagar. I genomsnittet uppnår två ungar vuxen ålder per skarvpar och häckning.

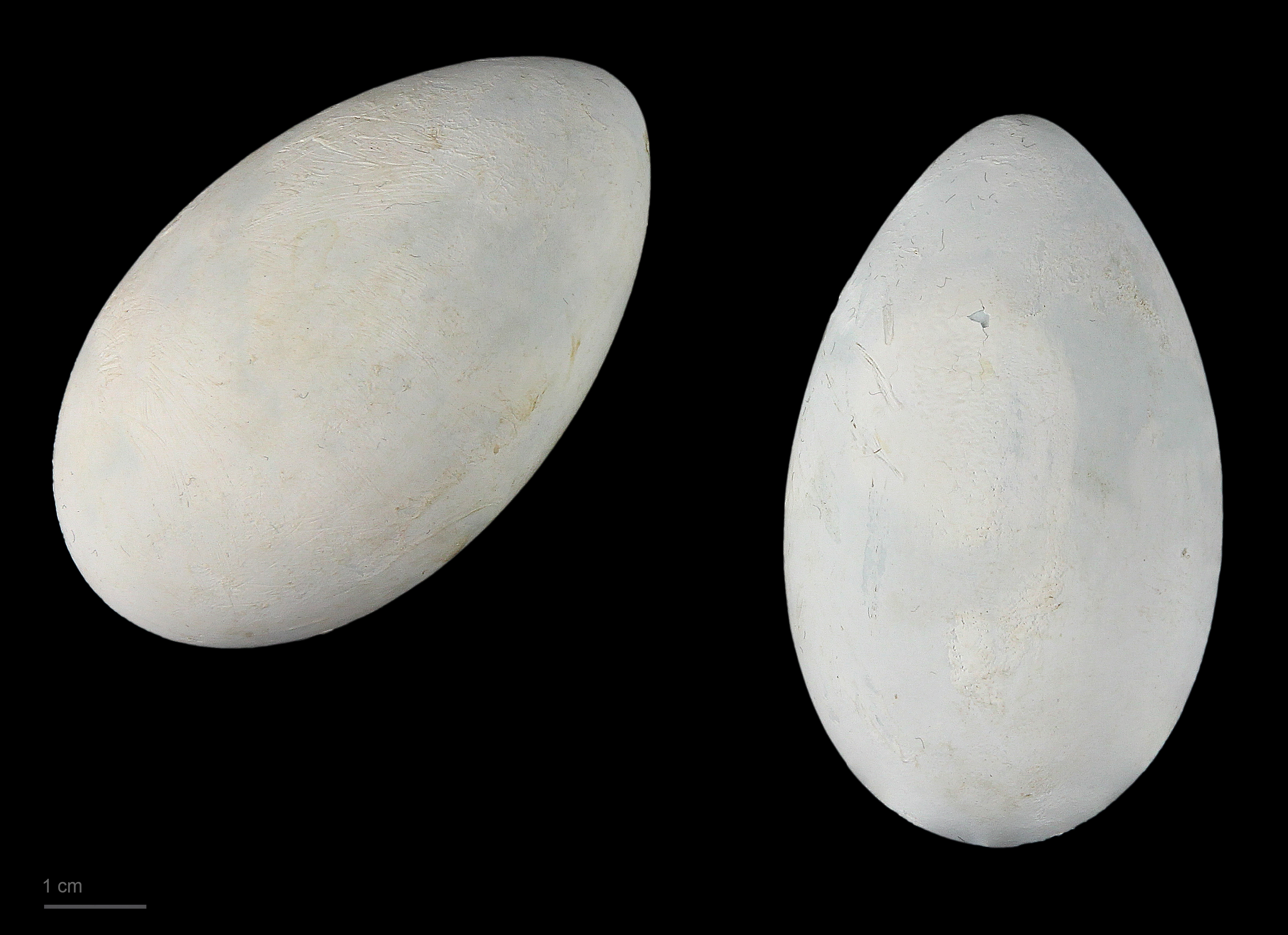
Storskarvens ägg.

Skarvarnas spillning består till stor del av frätande ammoniak, vilket gör det svårt för växtligheten i närheten av skarvkolonin att klara sig. Skarven tar därför ofta helt över de små öar där den slår sig ner. Man känner lätt igen dessa öar på de döda träden med stora svarta fåglar i, och bristen på annan växtlighet. Ofta finns det dock små skyddade områden på öarna som lite vegetation kan finnas kvar i. Om kolonin splittras på grund av störning och skarvarna flyttar, omvandlas ammoniaken till bland annat nitrat. Nitrat är en form av kväve som fungerar som växtnäring, så ganska snart grönskar ön igen.
I Sverige är havsörnen en naturlig predator av skarven och går på vissa håll hårt åt skarvungarna. Örnarna angriper främst bon som lagts på marken, och som ligger helt öppet när föräldrarna är borta och födosöker. Störningar av örn eller människor är huvudorsakerna till att skarvar överger sina kolonier.[källa behövs]

## Storskarven och människan

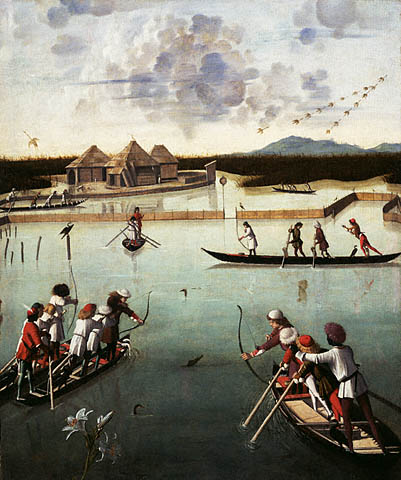
Målningen Caccia in laguna ("Lagunjakt") från 1490-1495 av Vittore Carpaccio skildrar en form av skarvfiske i Venediglagunen.

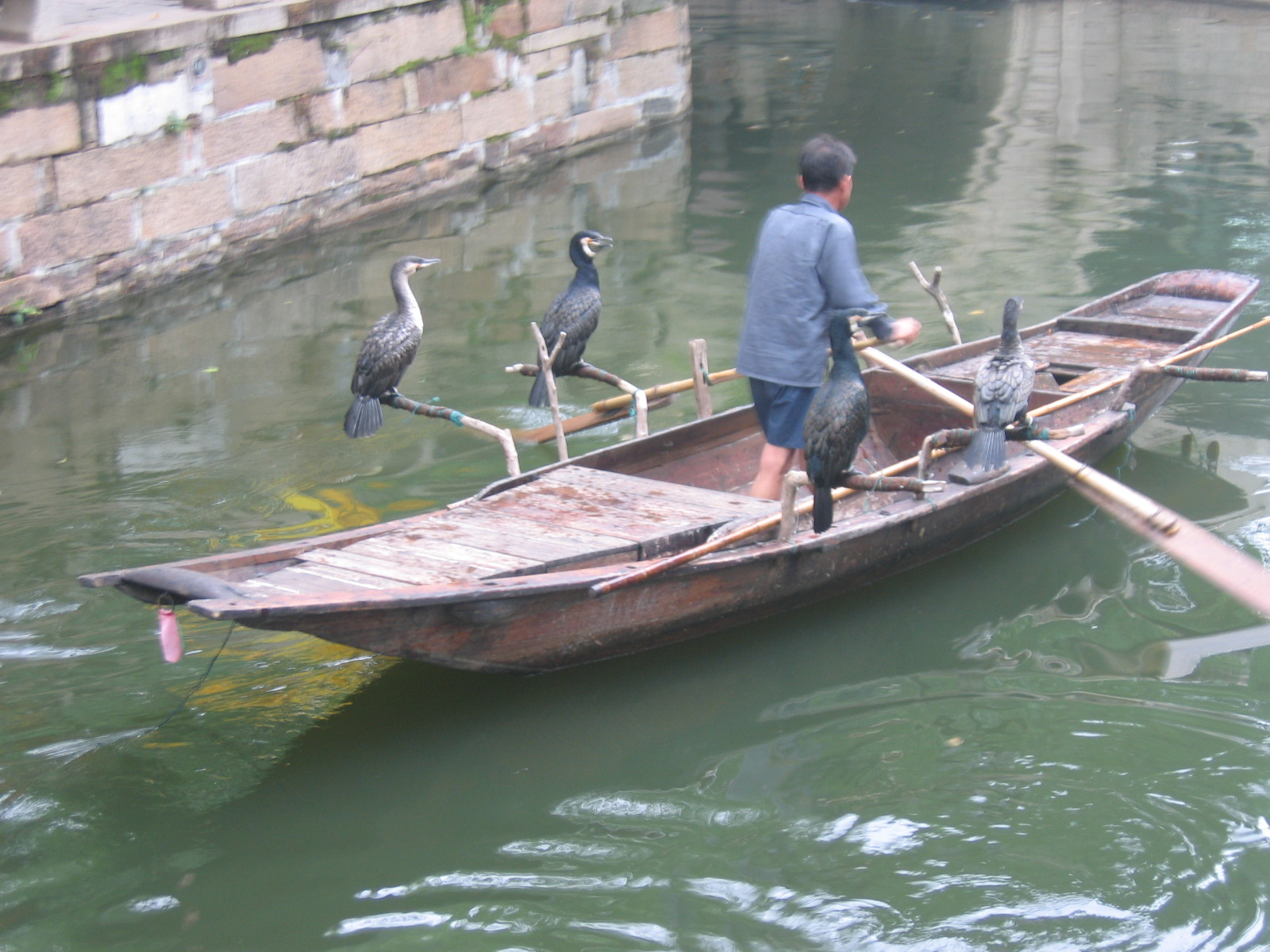
Samtida skarvfiske i Suzhou, Kina.

### Som fiskeredskap
Historiskt har man använt skarvar som fiskeredskap och i vissa delar av Asien, främst Kina och Japan, nyttjas de på detta sätt än idag. Man har då en lina om fågelns hals som hindrar den från att svälja den fisk den fångar och som istället tas om hand av fiskaren. Kring 1500-talet introducerades denna fiskemetod av sjömän i Europa och det finns källor som beskriver att bra fiskeskarvar skattades högt.

### Status och hot

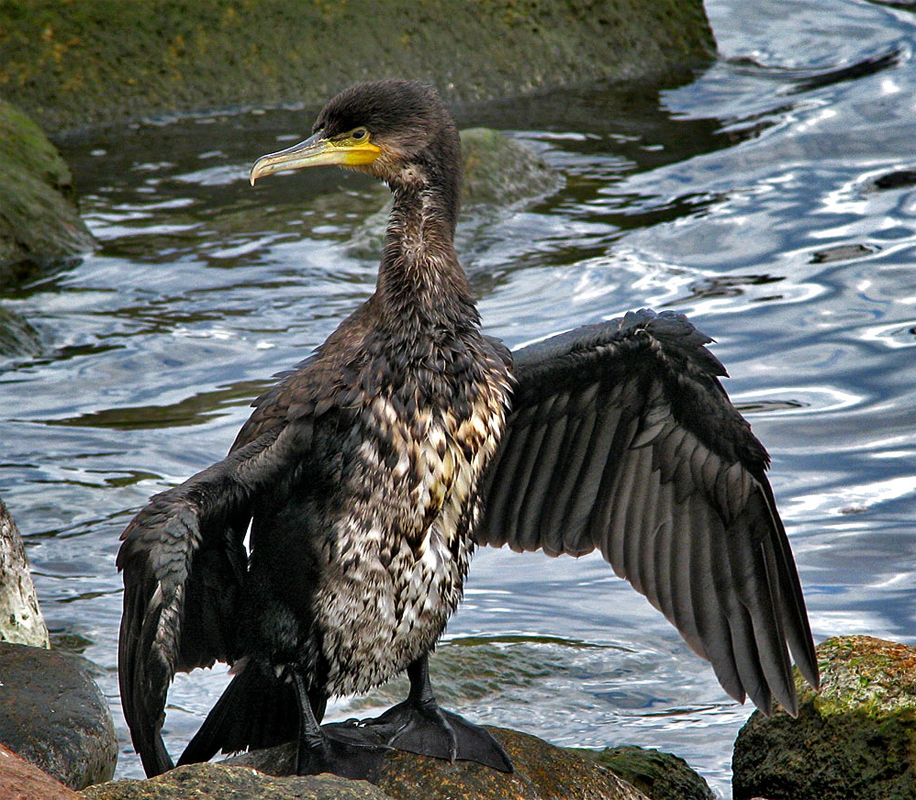
Storskarv med lättare oljeskador.

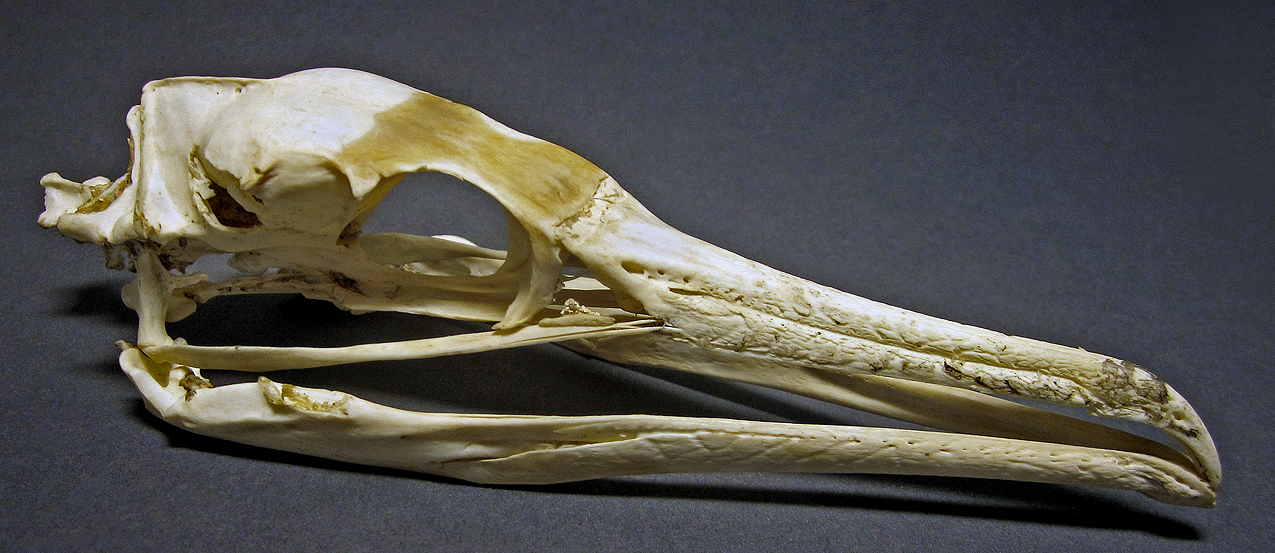
Storskarvskranium.

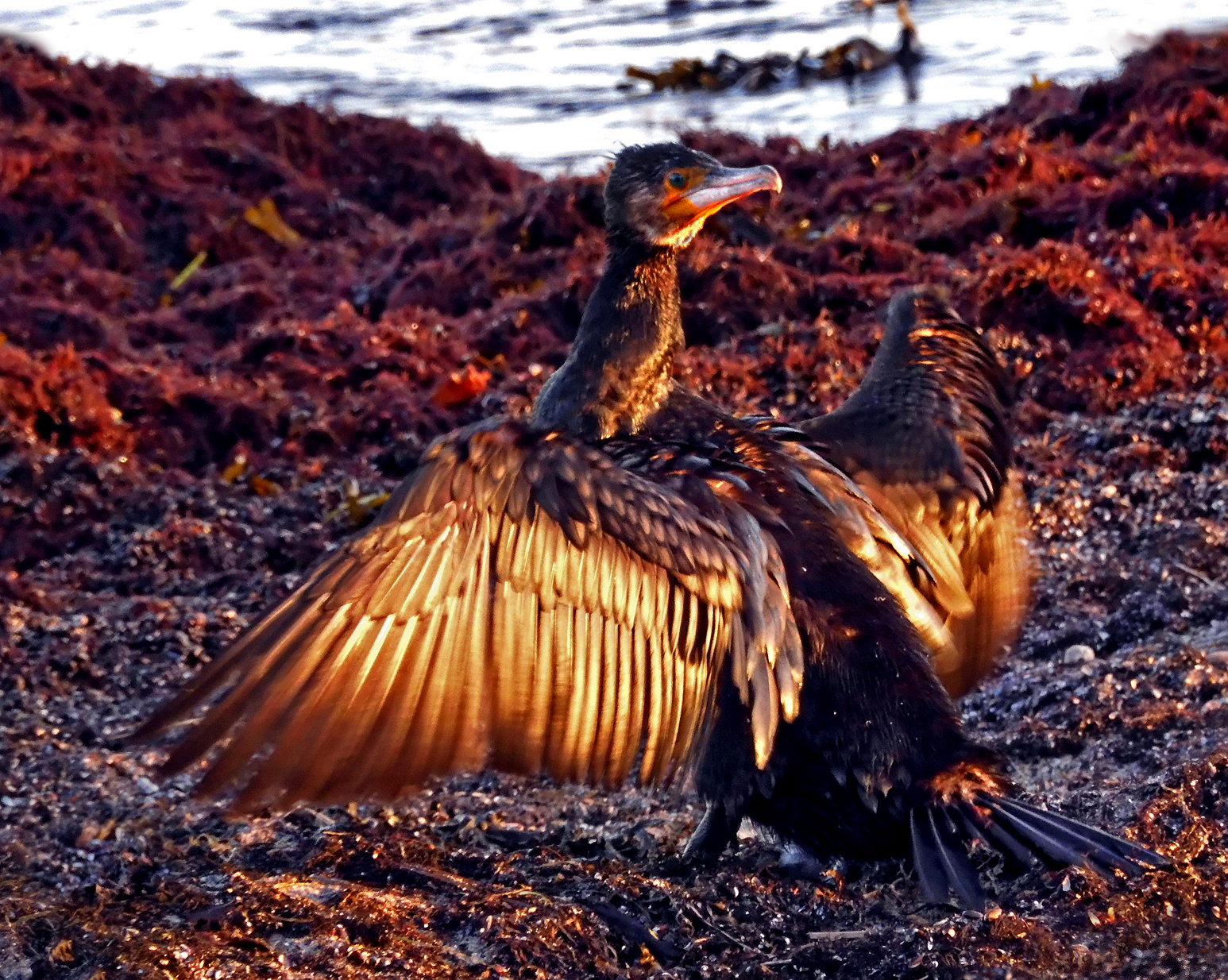
En Storskarv torkar sina vingar i solnedgången.

Storskarven har ett mycket stort utbredningsområde och IUCN uppskattar att den globala populationen förmodligen ökar. Detta gör att den som art inte är hotad och IUCN kategoriserar den som livskraftig (LC).
Fiskare har tidigare gått hårt åt skarvens boplatser, för att man uppfattade fågeln som en konkurrent och ett skadedjur. Skarven plockar ibland fisk ur nät och fiskodlingar, skadar fiskeredskap och lämnar bitmärken på fisk som därmed blir svårsåld. Det brukar även påstås att den är en så pass effektiv fiskare att den skulle reducera bestånd av småfisk i sådan grad att den konkurrerar ut större fiskar. Forskning visar dock att storskarvens predation har liten effekt på fiskbestånd och minskade fiskpopulationer inte har kunnat observeras där storskarvar nyetablerat sig. Dock råder det inte konsensus i frågan om skarvens påverkan på fiskbestånd, vilket exempelvis framkom när länsstyrelsen i Stockholms län tillät skyddsjakt på storskarv i Östersjön.
Arten har på flera platser systematiskt förföljts och exempelvis utrotades den från Sverige i slutet av 1800-talet. Arten har återhämtat sig och under senare delen av 1990-talet ökade skarvpopulationen i Sverige och Danmark mycket snabbt, men denna utveckling har nu stannat av. En annan orsak till dess impopularitet är skarvöarnas kusliga utseende och föreställningen att öarna förstörs för all framtid, vilket inte heller stämmer. Storskarven är idag skyddad av EU:s fågeldirektiv.

#### Populationsutveckling i Sverige
Det första kända skriftliga beviset på storskarv i Sverige är från 1500-talet av Olaus Magnus. Vid arkeologiska utgrävningar av 900-talets Birka fann man benfynd av juvenil storskarv vilket tyder på att arten häckade där då. Under 1800-talet häckade arten troligtvis enbart i Skåne och Blekinge. På grund av förföljelse utrotades den i Sverige i slutet av 1800-talet eller möjligen något senare. Den häckade ännu 1887 i Skåne vid Krageholm, nära Ystad och vid Snogeholm, och i Blekinge i skogsområden, främst i Hoby socken och vid Tromtö väster om Karlskrona. Det finns uppgifter om att den fortfarande 1909 ska ha häckat i Hoby.
Kring 1940-talet hade arten återetablerat sig, och det fanns då en koloni i Kalmarsund som långsamt ökade i storlek. 1985 häckade där 1 670 par. Från slutet av 1980-talet spred sig arten till andra delar av sydsödra Sverige och 1989 fanns det tio kolonier med 4 800 par samtidigt som storskarven även ökade stort i Danmark. Under 1990-talet ökade så storskarven stort i Sverige och 2004 fanns det 190 kolonier med sammanlagt 35 000 par i Sverige. I Stockholms skärgård upptäcktes den första kolonin 1994 på ön Grän utanför Utö. Numera förekommer skarvkolonier även i innerskärgårdarna och i de norrländska älvarnas nedre lopp. Kulmen för populationsökningen i Sverige skedde kring mitten av 2000-talet. Perioden 2006 till 2009 häckade ungefär 44 000 par årligen i hela landet, medan siffran 2012 var 40 000, det vill säga en minskning med 10 %. Främsta orsaker till minskningen tros vara parasiter och predation. Minskningen då hade främst skett i Götaland och Svealand, medan arten fortfarande ökade något längs Norrlandskusten.

#### Populationsutveckling i Danmark
I Danmark nåddes kulmen för populationsökningen av storskarv under 1990-talet och därefter har häckningsantalet minskat. Under perioden 2011–2011 minskade den danska häckpoulationen med en tredjedel, från 42 500 par till 25 000 par. Främsta orsakerna till minskningen är kalla vintrar tillsammans med att stora mängder skarvbon har förstörts i bekämpningssyfte. Den kraftiga minskningen kan resultera i att storskarven än en gång hamnar på Danmarks nationella rödlista över hotade arter.

#### Populationsutveckling i Finland
Den första konstaterade häckningen i Finland i modern tid skedde 1996 då tio par häckade i landet.  Fram till år 2009 ökade häckningsbeståndet explosionsartat till 16 007 par vilket är en unik tillväxt för finsk fågelfauna i modern tid. Precis som för övriga häckningspopulationen av storskarv kring Östersjön har den kraftiga expansionen avstannat och på en del håll i Finland minskar populationen. Utöver häckningspopulationen passerar storskarv finska kuster under höstflytten. Uppskattningsvis flyttar över 20 000 individer utmed Finska vikens norra kust där merparten härstammar från häckningskolonierna på ryska sidan av Finska viken, och merparten av alla de storskarvar som flyttar genom Bottniska viken utgörs av underarten carbo vilka häckar i Nordnorge. Uppskattningsvis övervintrar cirka 2 000–3 000 skarvar på Åland. I Finland är storskarven fridlyst året runt, men undantagstillstånd för jakt, störning och sterilisering av ägg för att tillgodose fiskerinäringens krav.